# Gunnar Andersson (rallyförare)
John Anders Gunnar Andersson, född 17 april 1927 i Råggärds församling, Dalsland, död 9 juni 2009 i Torslanda församling, Göteborg, var en svensk rallyförare.
Gunnar Andersson började tävla med Volvo i slutet av 1950-talet och segrade i Midnattssolsrallyt 1958. Han var den förste i en rad framgångsrika svenska rallyförare och blev europamästare två gånger: 1958 och 1963.
Efter den aktiva förarkarriären var Andersson ledare för Volvos tävlingsverksamhet. Han är begravd på Torslanda kyrkogård.